# Stanisław Adam Sygnet
Stanisław Adam Sygnet (* 6. September 1924 in Krępa Kościelna; † 1. November 1985 in Sandomierz) war ein polnischer Geistlicher und Weihbischof in Sandomierz.

## Leben
Der Sohn von Jan Signet und Zofia geb. Karbowiak besuchte das Gymnasium und trat nach dem Abitur 1947 ins Priesterseminar in Sandomierz ein. Am 25. Mai 1952 empfing er durch Weihbischof Franciszek Jop die Priesterweihe. Nach fünfjähriger Arbeit studierte er Moraltheologie an der Katholischen Universität Lublin, unterrichtete ab 1962 am Priesterseminar in Sandomierz, wurde dort Präfekt, stellvertretender Rektor und von 1973 bis 1976 Rektor des Seminars.
Am 20. September 1976 ernannte ihn Papst Paul VI. zum Weihbischof in Sandomierz und zum Titularbischof von Sufasar. Die Bischofsweihe spendete ihm am 24. Oktober 1976 der Apostolische Administrator von Sandomierz, Bischof Piotr Gołębiowski; Mitkonsekratoren waren Jan Jaroszewicz, der Bischof von Kielce, und Walenty Wójcik, Weihbischof in Sandomierz.
Seine letzte Ruhestätte fand er in der Krypta der Kathedrale von Sandomierz.